# Lisa Kudrow
Lisa Valerie Kudrow-Stern, coneguda artísticament com a Lisa Kudrow, (Encino, 30 de juliol del 1963) és una actriu estatunidenca guanyadora d'un premi Emmy i coneguda principalment per interpretar Phoebe Buffay a la comedia de situació Friends.

## Biografia
Kudrow va néixer a Encino, Califòrnia. És la filla menor d'un matrimoni jueu format per Lee (metge) i Nedra Kudrow (agent de viatges), i té una germana (Helena Sherman) i dos germans (David i Derrick). Va anar a la secundària Portolà a Tarzana, Califòrnia i es va graduar al Vassar College en biologia. Parla francès amb desimboltura.

## Carrera
Va iniciar la seva carrera com a comediant al grup de The Groundlings. Va audicionar per al programa Saturday Night Live el 1990, però el programa va triar Julia Sweney. Va ser contractada per al paper de Roz en la sèrie de televisió Frasier, però va ser acomiadada durant la filmació de l'episodi pilot. El seu primer paper important a la televisió va ser el d'Ursula Buffay, l'excèntrica cambrera de la sèrie Mad About You. Aquesta interpretació la va portar al seu paper protagonista en Friends, com la germana bessona d'Ursula, Phoebe Buffay, un paper pel qual va guanyar un premi Emmy el 1998 en la categoria de Millor Actriu de Repartiment en una Sèrie de Comèdia. Ella i Jennifer Aniston van ser les úniques que han guanyat aquest premi.
Ha participat en pel·lícules com: Romy i Michele, L'oposat al sexe, penjades, Marci X, Una teràpia perillosa i la seva seqüela Una altra teràpia perillosa Recaiguda total!. També va protagonitzar el film biogràfic Wonderland, una pel·lícula que relata la vida de l'estrella porno John Holmes.
Kudrow va personificar Valerie Cherish, el personatge principal en la sèrie original de HBO, The Comeback. La sèrie es va estrenar el 2005. A més va ser co-creadora, escriptora i productora executiva de la sèrie.
L'any 2007 ha co-protagonitzat la pel·lícula P.S. I Love You, juntament amb Hillary Swank i Gina Gershon, que va estrenar-se als Estats Units al desembre. Aquest mateix any va protagonitzar la comèdia àcida Kabluey dirigida per Scott Prendergast, una pel·lícula independent, que ha rebut molt bones crítiques, que van coincidir que Kudrow demostra, una vegada més, que és la millor intèrpret dels Friends. És guionista, productora i protagonista d'una sèrie que s'emet a Internet anomenada Web Therapy, on interpreta Fiona, una psicòloga que passa consulta a través d'Internet. El 2008 va participar en la pel·lícula Hotel per a gossos. El 2009 va interpretar el paper de la mare de Will Burton en School Rockband en la qual també apareixen altres actrius com Vanessa Hudgens i Alyson Michalka.
El gener del 2011 va ser revelat el càsting original de la sèrie estatunidenca Modern Family on hauria d'interpretar Claire Donphy, però finalment l'actriu Julie Bowen va obtenir el paper.

## Vida personal
Des del 1995, Kudlow està casada amb Michel Stem, nascut a França, que va conèixer quan aquest visitava el set de Friends. Tenen un fill junts, Julian Murray (nascut el 7 de maig del 1998). També va mantenir una relació amb el presentador de Late Night Conan O’Brien durant curt període curt a finals dels anys 80.

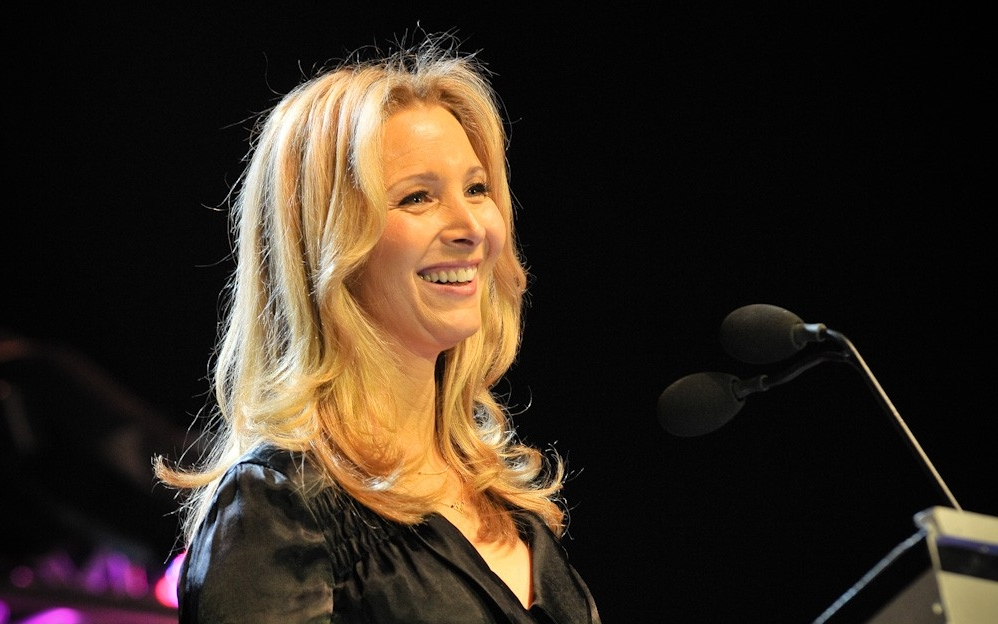
Lisa Kudrow assisteix al 2009 Streamy Premis

## Filmografia

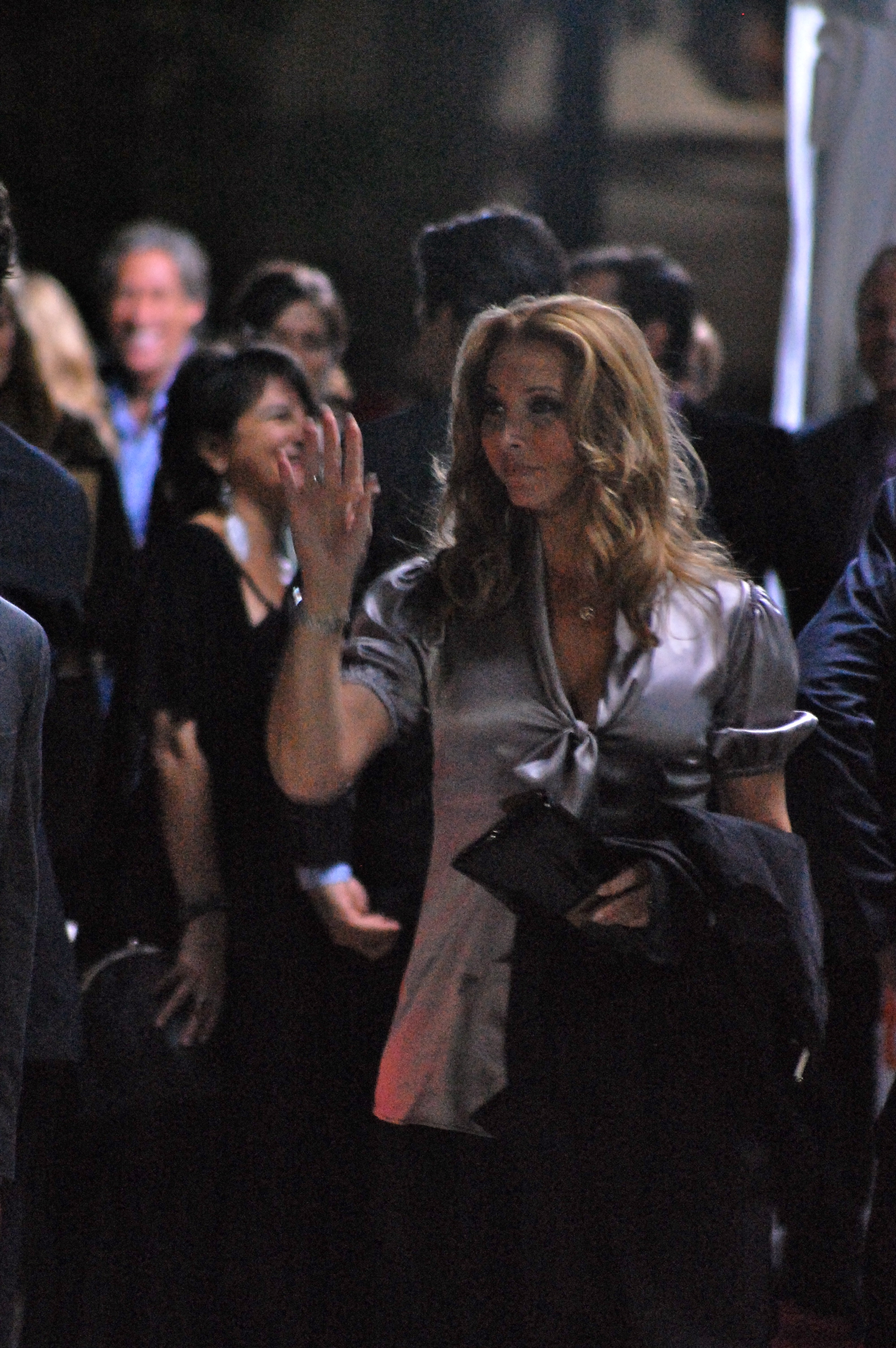
Lisa Kudrow

### Cinema
| Any  | Pel·lícula                                 | Paper                 | Notes            |
| ---- | ------------------------------------------ | --------------------- | ---------------- |
| 1983 | Overdrawn at the Memory Bank               | Extra                 |                  |
| 1989 | L.A. on $5 a Day                           | Charmer               |                  |
| 1991 | To the Moon, Alice                         | Amic de Perky Noia    | Pel·lícula curta |
| 1991 | The Unborn                                 | Louisa                |                  |
| 1992 | Dance with Death                           | Millie                |                  |
| 1992 | In the Heat of Passion                     | Bank Teller           |                  |
| 1994 | In the Heat of Passion 2: Unfaithful       | Bank Teller           |                  |
| 1995 | The Crazysitter                            | Adrian Wexler-Jones   |                  |
| 1996 | Mother                                     | Linda                 |                  |
| 1997 | Romy and Michele's High School Reunion     | Michele Weinberger    |                  |
| 1997 | Clockwatchers                              | Paula                 |                  |
| 1997 | Hacks                                      | Dona que llegeix      |                  |
| 1998 | El contrari del sexe (The Opposite of Sex) | Lucia DeLury          |                  |
| 1999 | Una teràpia perillosa (Analyze This)       | Laura MacNamara Sobel |                  |
| 2000 | Penjades (Hanging Up)                      | Maddy Mozell          |                  |
| 2000 | Números afortunats                         | Crystal               |                  |
| 2001 | All Over the Guy                           | Marie                 |                  |
| 2001 | Dolittle 2                                 | Ava                   | Veu              |
| 2002 | Bark!                                      | Dr. Darla Portnoy     |                  |
| 2002 | Una altra teràpia perillosa (Analyze That) | Laura Sobel           |                  |
| 2003 | Marci X                                    | Marci Field           |                  |
| 2003 | Wonderland                                 | Sharon Holmes         |                  |
| 2005 | Finals felices                             | Mamie                 |                  |
| 2007 | Kabluey                                    | Leslie                |                  |
| 2007 | P.S. I Love You                            | Denise                |                  |
| 2009 | Hotel for Dogs                             | Lois Scudder          |                  |
| 2009 | Powder Blue                                | Sally                 |                  |
| 2009 | Paper Man                                  | Claire Dunn           |                  |
| 2009 | Bandslam                                   | Karen Burton          |                  |
| 2010 | Easy A                                     | Senyora Griffith      |                  |
| 2011 | The Other Woman                            | Carolyn Soule         |                  |
| 2014 | Neighbors                                  | Carol Gladstone       |                  |
| 2016 | El Americano: The Movie                    | Lucille               | Veu              |
| 2016 | Neighbors 2: Sorority Rising               | Carol Gladstone       |                  |
| 2016 | The Girl on the Train                      | Monica                | Post-producció   |
| 2017 | Table 19                                   | postproducció         |                  |